# Lagundo
Lagundo (en allemand, Algund) est une commune italienne d'environ 5 000 habitants située dans la province autonome de Bolzano dans la région du Trentin-Haut-Adige dans le nord-est de l'Italie.

## Répartition des langues
Selon le recensement de 2011, la plupart des habitants (85,2 %) parlent l'allemand comme langue maternelle, 14,6 % parlent l'italien nativement et 0,2 % le ladin.

## Patrimoine
- L’horloge à lune de l’hôtel de ville[3].

## Administration
| Période                                  | Période | Identité | Étiquette | Qualité |
| ---------------------------------------- | ------- | -------- | --------- | ------- |
|                                          |         |          |           |         |
| Les données manquantes sont à compléter. |         |          |           |         |

### Hameaux
Forest, Riolagundo, Plars di Mezzo, Riomolino, Plars di Sopra, Velloi

### Communes limitrophes
Les communes limitrophes sont  Lana, Marlengo, Mérano, Naturno, Parcines, Plaus et Tyrol.